# Герб Чугуївського району
Герб Чугуївського райо́ну — офіційний символ Чугуївського району Харківської області, затверджений рішенням сесії районної ради від 23 квітня 2003 року.

## Опис
Щит перетятий і напіврозтятий, з золотою облямівкою. На першому зеленому полі золотий ріг достатку і кадуцей в косий хрест; на другому срібному полі золотий сніп пшениці; на третьому срібному зелений дубовий листок. Щит обрамований вінком із золотого колосся, обвитим синьо-жовтою стрічкою, на якій внизу дата «1923» — рік заснування району.
Комп'ютерна графіка — К. М. Богатов, В. М. Напиткін.